# Herqueville, Manche

Herqueville este o comună în departamentul Manche, Franța. În 1 ianuarie 2018 avea o populație de 149 de locuitori.